# Equidna de musell llarg
Els equidnes de musell llarg (Zaglossus) són un dels dos gèneres d'equidnes, monotremes amb espines que viuen a Nova Guinea. Contré tres espècies vivents i dues d'extintes. Els equidnes són un dels dos grups de mamífers que ponen ous.
Les tres espècies d'equidnes de musell llarg són classificades com a «en perill crític» per la UICN.